# Condado de McKean
O Condado de McKean é um dos 67 condados do Estado americano da Pensilvânia. A sede do condado é Smethport, e sua maior cidade é Smethport. O condado possui uma área de 2 549 km²(dos quais 7 km² estão cobertos por água), uma população de 45 936 habitantes, e uma densidade populacional de 18 hab/km² (segundo o censo nacional de 2000). O condado foi fundado em 26 de março de 1804.